# Scotinotylus venetus
Scotinotylus venetus är en spindelart som först beskrevs av Tord Tamerlan Teodor Thorell 1875.  Scotinotylus venetus ingår i släktet Scotinotylus och familjen täckvävarspindlar.
Artens utbredningsområde är Italien. Inga underarter finns listade i Catalogue of Life.